# Kashiwa Yoshifumi
Kashiwa Yoshifumi (sinh ngày 28 tháng 7 năm 1987) là một cầu thủ bóng đá người Nhật Bản thi đấu cho Sanfrecce Hiroshima.

## Thống kê câu lạc bộ
Cập nhật gần đây nhất: 5 tháng 1 năm 2017.
| Thành tích câu lạc bộ | Thành tích câu lạc bộ | Thành tích câu lạc bộ | Giải vô địch | Giải vô địch | Cúp                   | Cúp                   | Cúp Liên đoàn | Cúp Liên đoàn | Châu lục | Châu lục  | Khác1   | Khác1     | Tổng cộng | Tổng cộng |
| Mùa giải              | Câu lạc bộ            | Giải vô địch          | Số trận      | Bàn thắng    | Số trận               | Bàn thắng             | Số trận       | Bàn thắng     | Số trận  | Bàn thắng | Số trận | Bàn thắng | Số trận   | Bàn thắng |
| Nhật Bản              | Nhật Bản              | Nhật Bản              | Giải vô địch | Giải vô địch | Cúp Hoàng đế Nhật Bản | Cúp Hoàng đế Nhật Bản | Cúp Liên đoàn | Cúp Liên đoàn | AFC      | AFC       | Khác    | Khác      | Tổng cộng | Tổng cộng |
| --------------------- | --------------------- | --------------------- | ------------ | ------------ | --------------------- | --------------------- | ------------- | ------------- | -------- | --------- | ------- | --------- | --------- | --------- |
| 2010                  | Ventforet Kofu        | J2 League             | 16           | 1            | 2                     | 0                     | -             | -             | -        | -         | -       | -         | 18        | 1         |
| 2011                  | Ventforet Kofu        | J1 League             | 29           | 1            | 1                     | 0                     | 1             | 0             | -        | -         | -       | -         | 31        | 1         |
| 2012                  | Ventforet Kofu        | J2 League             | 41           | 4            | 0                     | 0                     | -             | -             | -        | -         | -       | -         | 41        | 4         |
| 2013                  | Ventforet Kofu        | J1 League             | 34           | 4            | 1                     | 0                     | 3             | 0             | -        | -         | -       | -         | 38        | 4         |
| 2014                  | Sanfrecce Hiroshima   | J1 League             | 29           | 2            | 0                     | 0                     | 5             | 0             | 6        | 0         | -       | -         | 40        | 2         |
| 2015                  | Sanfrecce Hiroshima   | J1 League             | 30           | 4            | 2                     | 1                     | 2             | 0             | -        | -         | 6       | 1         | 40        | 6         |
| 2016                  | Sanfrecce Hiroshima   | J1 League             | 34           | 1            | 2                     | 1                     | 2             | 0             | 5        | 0         | 1       | 0         | 44        | 2         |
| Tổng cộng sự nghiệp   | Tổng cộng sự nghiệp   | Tổng cộng sự nghiệp   | 213          | 17           | 8                     | 2                     | 13            | 0             | 11       | 0         | 7       | 1         | 252       | 20        |

1Bao gồm Siêu cúp Nhật Bản, Giải bóng đá Cúp câu lạc bộ thế giới và J. League Championship.